# Augusto Graziani
Augusto Guido Graziani (Napoli, 4 maggio 1933 – Napoli, 5 gennaio 2014) è stato un economista e politico italiano.

## Biografia
Graziani nacque a Napoli da una famiglia ebraica originaria di Modena, figlio del giurista Alessandro Graziani e nipote dell'economista Augusto Graziani (1865-1944), entrambi docenti universitari presso il capoluogo campano.
Consegue la laurea in economia e commercio presso l'università "Federico II" di Napoli con Giuseppe Di Nardi, proseguendo successivamente i suoi studi prima alla London School of Economics con Lionel Robbins e poi all'Università Harvard in Massachusetts, USA, dove incontra Wassily Leontief e Paul Rosenstein-Rodan.
Nel 1962 diviene professore di economia politica presso l'università di Catania. Nel 1965 è professore di politica economica presso l'università di Napoli. Dal 1989 è professore ordinario di economia politica presso la facoltà di economia e commercio dell'Università "la Sapienza" di Roma. Collabora con Manlio Rossi-Doria al Centro di Specializzazione di Portici, e con Francesco Compagna a Nord e Sud.
Durante la XI legislatura viene proclamato senatore della Repubblica nel gruppo del Partito Democratico della Sinistra, subentrando a Gerardo Chiaromonte, deceduto nel 1993.
Fu presidente della Società nazionale degli economisti e membro dell'Accademia Nazionale dei Lincei, dell'Accademia delle scienze di Torino, della Fondazione Luigi Einaudi di Torino, del consiglio direttivo della Fondazione Gramsci e dell'advisory board dello European Journal of the History of Economics Thought.
Muore a Napoli il 5 gennaio 2014 all'età di 80 anni, dopo una lunga malattia.

## Il pensiero economico
Augusto Graziani è noto per avere elaborato la Teoria del circuito monetario, di cui è considerato uno dei fondatori e il principale esponente italiano.
Il metodo di indagine di Graziani si ispira all'analisi degli antagonismi tra le classi sociali che era tipica degli economisti classici e di Marx, e che anche Keynes utilizzò nel Trattato della moneta e in altre opere. Secondo Graziani, infatti, l'accesso privilegiato alla moneta sotto forma di credito diviene fondamentale per la distribuzione del reddito tra le classi.
Gli imprenditori determinano i beni resi disponibili ai lavoratori e, onde perseguire l'obiettivo di incrementare la ricchezza del cittadino attraverso lo sviluppo economico, fattori cruciali sono per Graziani la disponibilità di credito bancario per le imprese, che può limitare la produzione e l'investimento, e il relativo tasso di interesse, che costituisce una sottrazione al profitto lordo.
Graziani ritiene inoltre giustificato il consiglio, solo apparentemente paradossale, dato da John Maynard Keynes durante la grande depressione secondo il quale sia meglio scavare buche per farle riempire di nuovo piuttosto che lasciare lavoratori disoccupati. Non di meno, quando le carenze dell'apparato produttivo sono profonde e i bisogni collettivi oltremodo insoddisfatti, secondo Graziani sarebbe grave non vagliare accuratamente ogni spesa e sarebbe uno spreco non dar vita a una composizione della produzione socialmente utile e produttiva.
Per Graziani, se si vuole assicurare ai cittadini la disponibilità reale di specifici beni e servizi, è insufficiente che il governo operi per il tramite di sussidi e detassazioni, né è sufficiente che esso semplicemente aumenti la domanda che rivolge alle imprese. Esso deve piuttosto provvedere in termini reali a quei beni e servizi, e deve farlo direttamente in natura.
Ne consegue che, nel pensiero economico di Graziani, è costantemente manifesta una preferenza a favore di una politica industriale attiva da parte dello Stato.
Graziani fu anche un critico del Sistema monetario europeo e, già prima della nascita dell'Euro, previde l'emergere di un problema di tenuta della Unione monetaria europea.
Per quanto non si possa parlare di una "scuola di pensiero", sono numerosi gli economisti italiani che hanno tratto ispirazione dai contributi di Graziani nel campo della teoria e della politica economica: tra di essi, Riccardo Bellofiore, Emiliano Brancaccio, Giuseppe Fontana, Marcello Messori, Riccardo Realfonzo.

## Principali opere di Augusto Graziani
- Pubblicazioni di Augusto Graziani su augustograziani.com
- Augusto Graziani, "The theory of the monetary circuit", Thames Papers in Political Economy, Spring, pp. 1–26 (1989).
- Augusto Graziani, "The theory of the monetary circuit", Economies et Societes, vol. 24, no. 6, pp 7‐36 (1990).
- Augusto Graziani, "The theory of the monetary circuit", in The money supply in the economic process: a post Keynesian perspective, vol. 60, eds M. Musella and C. Panico, Elgar Reference Collection, International Library of Critical Writings in Economics, Aldershot, U.K. (1995)
- Augusto Graziani, La Teoria del circuito monetario. Milano: Jaca Book, 1996.
- Augusto Graziani, Lo Sviluppo Dell'Economia Italiana. Dalla ricostruzione alla moneta europea. Torino: Bollati Boringhieri, 1998.
- Augusto Graziani, The monetary theory of production, Cambridge University Press, Cambridge, UK (2003).
- Graziani, Augusto, Il commercio estero del Regno delle due Sicilie dal 1838 al 1858., F. Giannini & Figli, 1958.